# A Queen for a Day (film 1912)
A Queen for a Day è un cortometraggio muto del 1912 diretto da C.Jay Williams.

## Produzione
Il film fu prodotto dalla Edison Manufacturing Company.

## Distribuzione
Distribuito dalla General Film Company, il film - un cortometraggio in una bobina - uscì nelle sale cinematografiche statunitensi il 6 novembre 1912. L'8 febbraio 1913, venne distribuito anche nel Regno Unito.